# سبق الإصرار والترصد
سبق الإصرار والترصد هما ظرفان مشددان لجريمة القتل العمد، حيث أن سبق الإصرار هو ظرف نفسي يتطلب التخطيط المسبق والتصميم على ارتكاب الجريمة. اثر سبق الإصرار في العقوبة: هو ظرف ذو طبيعة شخصية لا يمتد إلى الشركاء.
ومفهوم سبق الترصد هو تربص الإنسان بالضحية في جهة أو جهات كثيرة خلال مدة من الزمن تسبق ارتكاب الجريمة، فالترصد يعني إعداد وتجهيز أداة الجريمة، وهو واقعة مادية وهو ظرف يتطلب عنصر مكاني. أثر سبق الترصد في العقوبة: هو ظرف ذو طبيعة موضوعية ويمتد إلى الشركاء.
جريمة «القتل العمد» مع سبق الإصرار والترصد عرفت لأول مرة عام 1963 في محاكمة مارك ريتشاردسون، الذي أدين بقتل زوجته سيندي كليف. ريتشاردسون خطط لقتل زوجته لمدة ثلاث سنوات اعتباراً من الوقت الذي تزوجا فيه. وقد أدين بالقتل العمد وحكم عليه بالسجن مدى الحياة.